# Előretekintő iránymutatás
Az előretekintő iránymutatás (nemzetközileg használt angol kifejezéssel forward guidance) a monetáris politikának a központi bankok által alkalmazott korszerű eszköze. A központi bankok hivatalos kommunikációjának része, amikor a saját elemzéseik és előrejelzéseik révén kívánják befolyásolni a piaci folyamatokat, különösen a kamatlábak alakulását. Ennek a kommunikációnak nem csak a számbeli adatai, hanem a szóhasználata is nagyon fontos lehet és a pénzügyi sajtó ennek megfelelően részletesen foglalkozik vele.
A nemzeti bankoknak a hivatalos kommunikációjuk során ily módon közzétett várakozásai nagyban befolyásolják a piac szereplőinek döntéseit.
Ez a stratégia alkalmazható nyílt formában, amikor a jegybank kommunikációjában egyenesen kifejti várakozásait, ezt időnként „odüsszeuszi” forward guidance-nek nevezik. A kommunikáció burkoltabb formáját, amikor a központi bank csak áttételesen utal a várható fejleményekre, „delphoi”  útmutatásnak nevezik. Ez utóbbi a gyakoribb, mivel a nemzeti bankok általában nem kívánnak túlzottan konkrét jóslatokba bonyolódni.

## Története
A FED, az Egyesült Államok központi bankja 1994-ben kezdte alkalmazni ezt az eszközt. A kormányzótanács rendes ülései után az Eastern Time Zone (Észak-Amerika) szerinti 14.15-kor hozzák nyilvánosságra döntéseiket.
1994 előtt a monetáris döntéseket nem hozták nyilvánosságra, a piaci szereplők csak a kormányzótanács üléseit követő nyíltpiaci műveletekből vonhattak le következtetéseket.
Különösen megnőtt a jelentősége ennek a fajta kommunikációnak a 2008-ban kirobbant gazdasági világválság során, ekkor az előretekintő iránymutatás aktívan használt kommunikációs eszközzé és a monetáris politikai eszköztár szerves részévé vált. Általános szakértői vélemények alapján az eszköz javította a monetáris politika hatékonyságát, így várhatóan a jövőben is a központi banki eszköztár része marad.

## Fordítás
- Ez a szócikk részben vagy egészben  a   Forward guidance című angol Wikipédia-szócikk ezen változatának fordításán alapul.  Az eredeti cikk szerkesztőit annak laptörténete sorolja fel. Ez a jelzés csupán a megfogalmazás eredetét és a szerzői jogokat jelzi, nem szolgál a cikkben szereplő információk forrásmegjelöléseként.